# 奥多摩駅
奥多摩駅（おくたまえき）は、東京都西多摩郡奥多摩町氷川にある、東日本旅客鉄道（JR東日本）青梅線の駅である。駅番号はJC 74。八王子支社管轄の駅。
青梅線の終着駅で、東京都内で最も西に所在する。標高は東京タワー（海抜高351 m）よりも8 m低い343 mで、東京都内にあるケーブルカーを除いた鉄道駅の中で最も高い。

## 歴史
- 1944年（昭和19年）7月1日：運輸通信省（→運輸省→日本国有鉄道）青梅線 御嶽 - 当駅間開通と同時に氷川駅（ひかわえき）として開業[2][4]。一般駅[4]。
- 1952年（昭和27年）12月16日：東京都水道局小河内線（専用鉄道）が開通。小河内ダムの建設資材運搬用に建設された専用鉄道[2]。
- 1957年（昭和32年）5月10日：東京都水道局小河内線、ダム建設竣工が間近となり、運行休止[2]。
路線は休止後も撤去されていない。所有者は1963年に西武鉄道、1978年に奥多摩工業に移っている。
- 1971年（昭和46年）2月1日：国鉄の駅が奥多摩駅に改称[2]。 中央線東京駅への直通電車を新設[5][6]。
- 1984年（昭和59年）2月1日：荷物扱い廃止[4]。
- 1987年（昭和62年）4月1日：国鉄分割民営化に伴い、東日本旅客鉄道（JR東日本）・日本貨物鉄道（JR貨物）の駅となる[2][4]。
- 1997年（平成9年）10月14日：「関東の駅百選」に選定[7]。選定理由は「自然ゆたかな奥多摩に似合っているロッジ風の山小屋駅」[8]。
- 1998年（平成10年）8月13日[9]：貨物列車の最終運行日[7]。
奥多摩工業の石灰石積込設備へ専用線が続き、石灰石の輸送を行っていた。最終期の行先は、浜川崎駅にあるセメント工場であった。
- 1999年（平成11年）3月25日：JR貨物の駅（貨物営業）が廃止[2]。
- 2002年（平成14年）2月8日：ICカード「Suica」の利用が可能となる[10][11]。
- 2006年（平成18年）4月21日：奥多摩ステーションギャラリーがオープン[12][13]。童謡『どんぐりころころ』の発車メロディを導入[13]。
- 2018年（平成30年）7月1日：業務委託化。
- 2019年（平成31年）4月13日：駅舎改装[14][15]。
- 2023年（令和5年）3月18日：青梅駅 - 奥多摩駅間でワンマン運転を開始。ダイヤ改正の前日にあたる3月17日に、青梅駅を跨いで運転される定期列車が運転終了。立川駅や中央線東京駅までの直通列車が消滅。
- 2025年（令和7年）3月15日：直営駅となる。

## 駅構造
島式ホーム1面2線を有する地上駅。2番線の有効長は6両編成が入線可能で、臨時列車が使用する場合がある。
駅舎はホームより低い場所にあり、2階建てで1階に奥多摩観光協会が運営する売店があるほか、2階にはカフェ「PORT Okutama」がある。ホームと駅舎の間は階段のほかエレベーターでも連絡している。
かつては2番線の奥に貨物ヤードがあり、隣接する奥多摩工業の工場から川崎方面に向かって石灰石を発送していた。また、過去には水根駅（水根積卸場）へ向かう専用鉄道の東京都水道局小河内線（現・奥多摩工業水根貨物線）と接続していた。現在、これらの貨物用設備は撤去され、専用鉄道の線路とも分断されており、跡地の一部は駐車場になっている。
青梅駅以西では唯一の有人駅である。自動券売機・簡易Suica改札機が設置されているが、みどりの窓口は設置されていない。
1997年（平成9年）、「関東の駅百選」に認定されている。
発車メロディは、2006年（平成18年）4月より童謡「どんぐりころころ」が採用された。メロディの制作はサウンドフォーラムで、牧野奈津子が編曲を手掛けた。

### のりば
| 番線 | 路線   | 行先           | 備考                |
| ---- | ------ | -------------- | ------------------- |
| 1・2 | 青梅線 | 青梅・立川方面 | 2番線は一部列車のみ |

（出典：JR東日本:駅構内図）

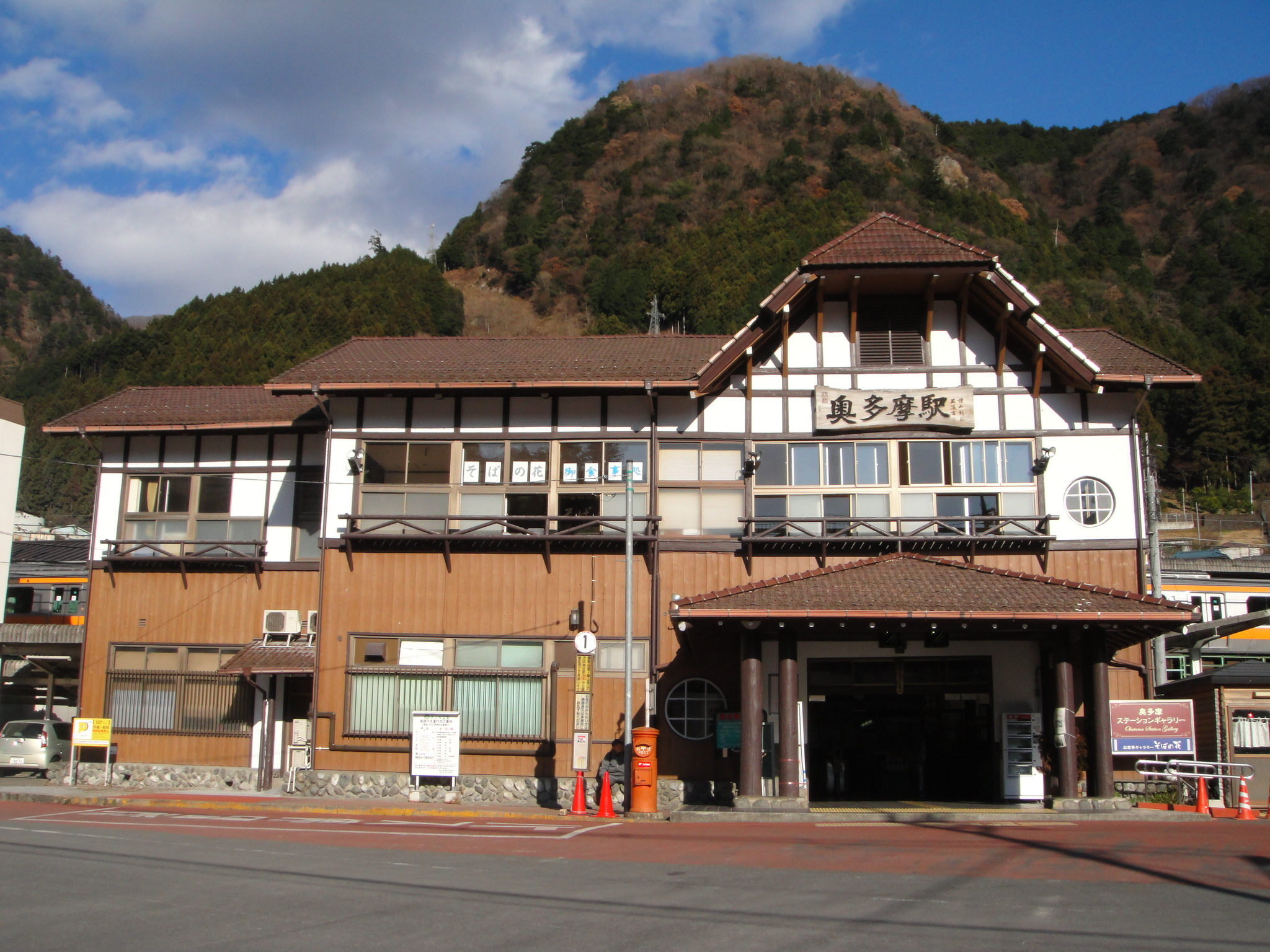
改装前の駅舎（2011年12月）
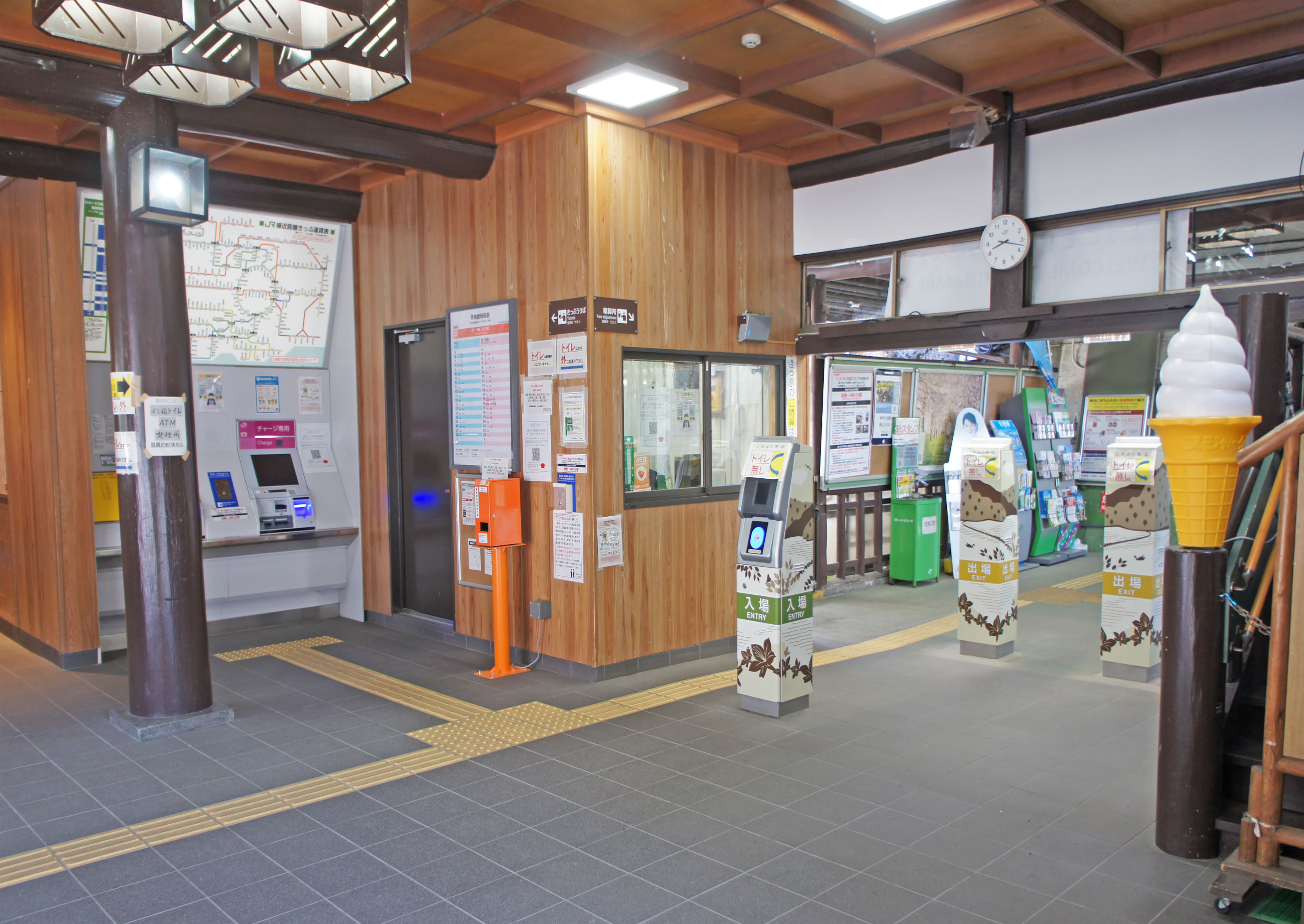
改札口（2022年4月）
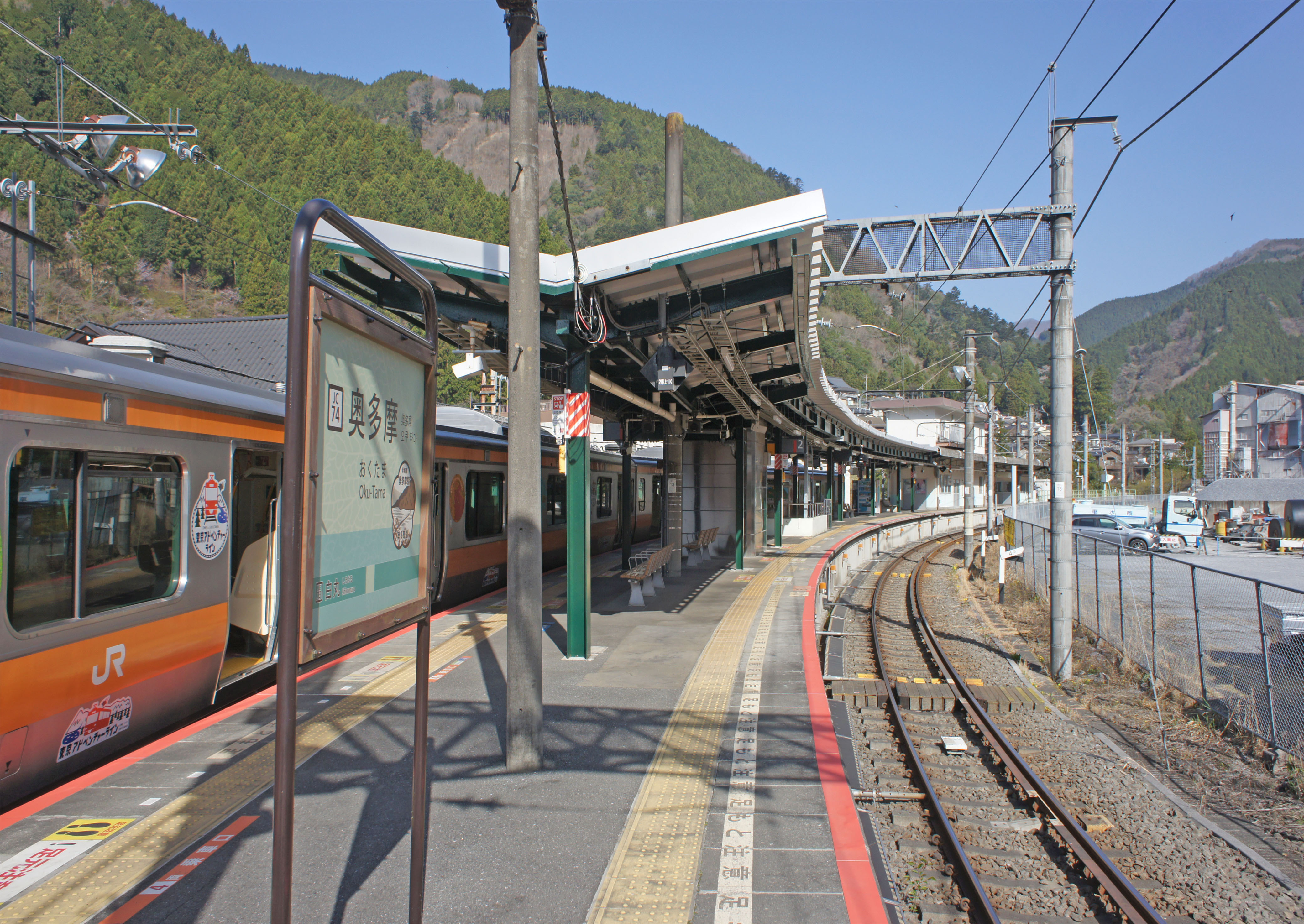
ホーム（2022年4月）
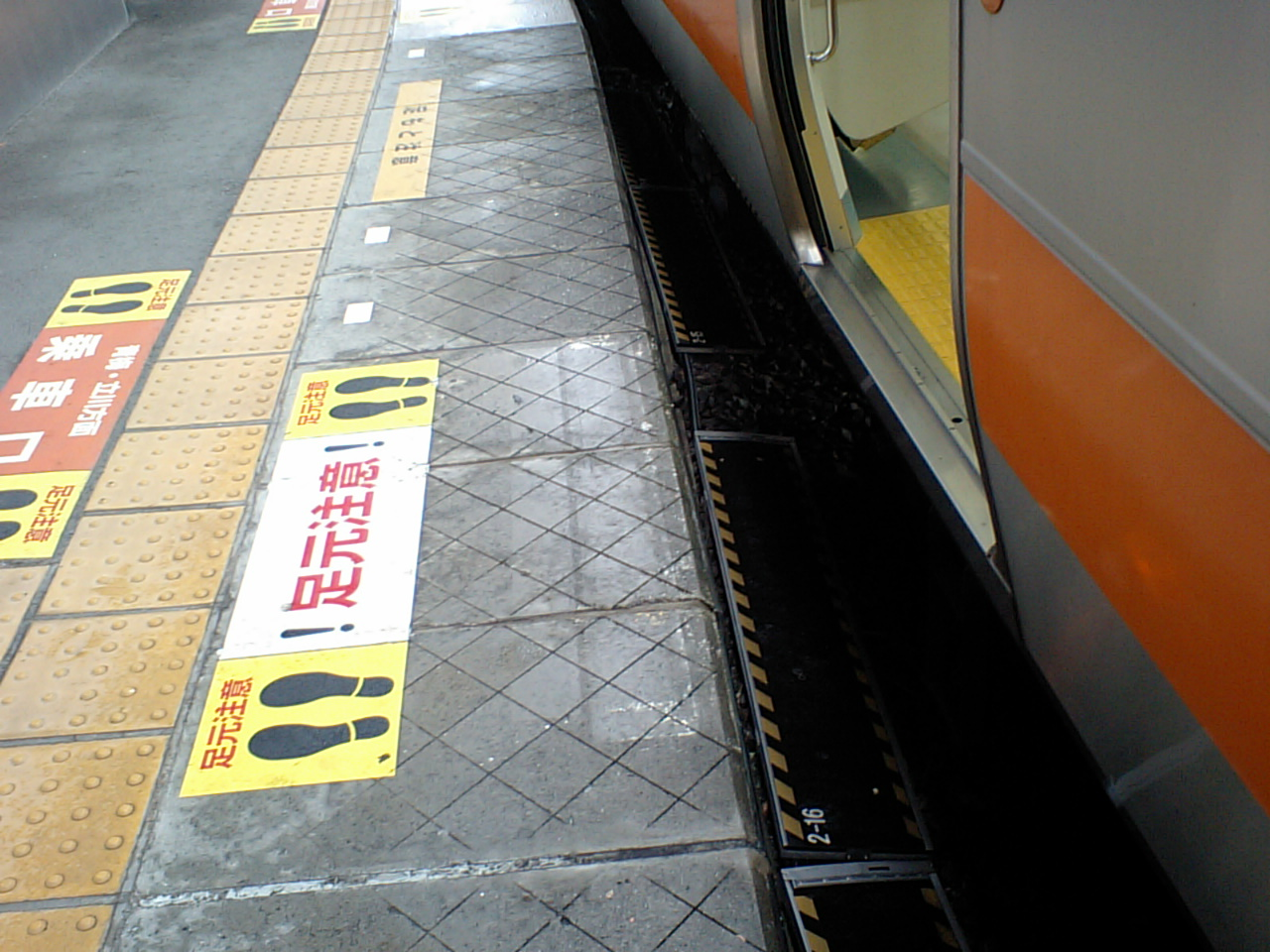
電車とホームの隙間（2010年11月）
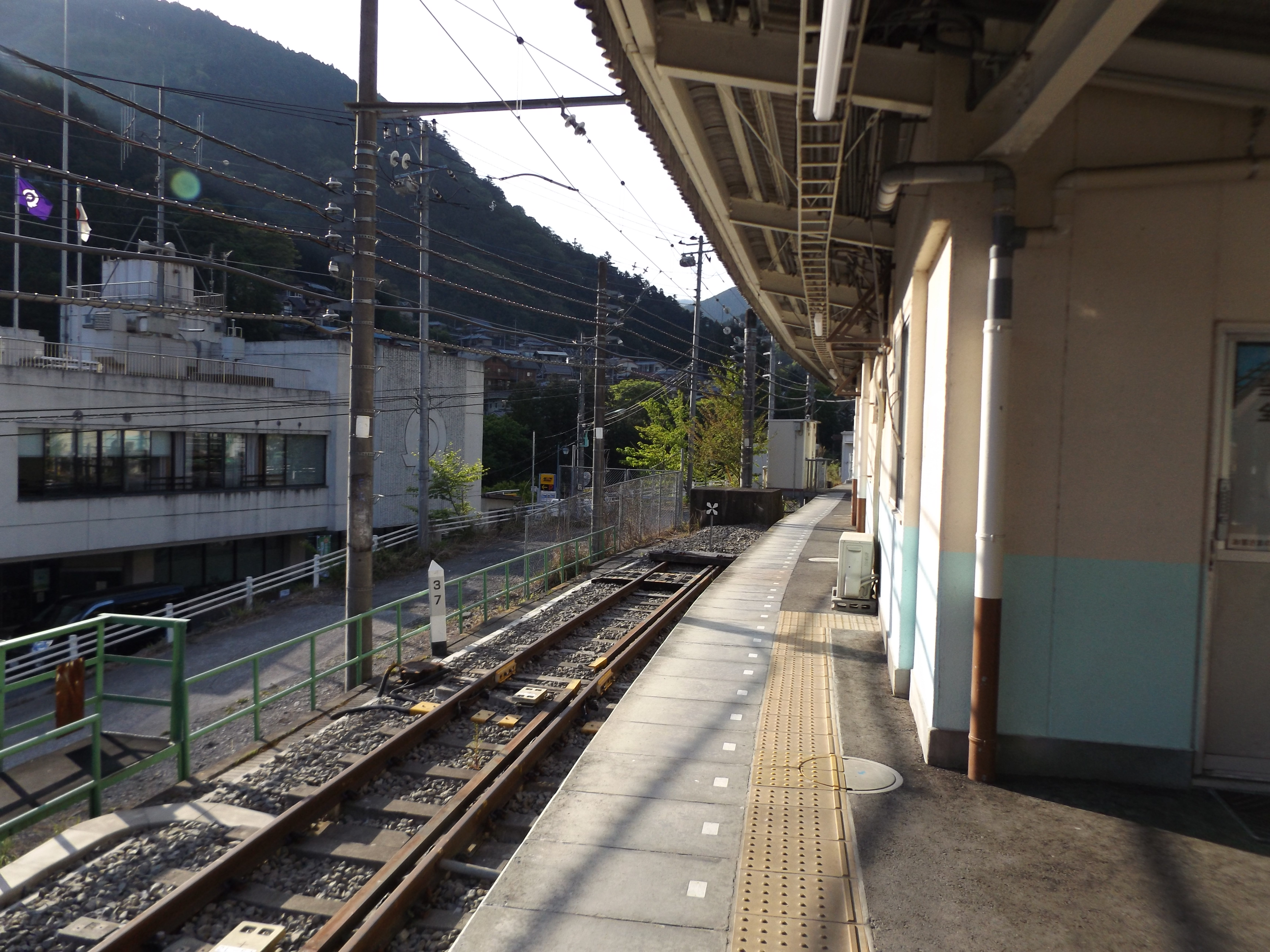
1番線の線路終端部（2015年5月）
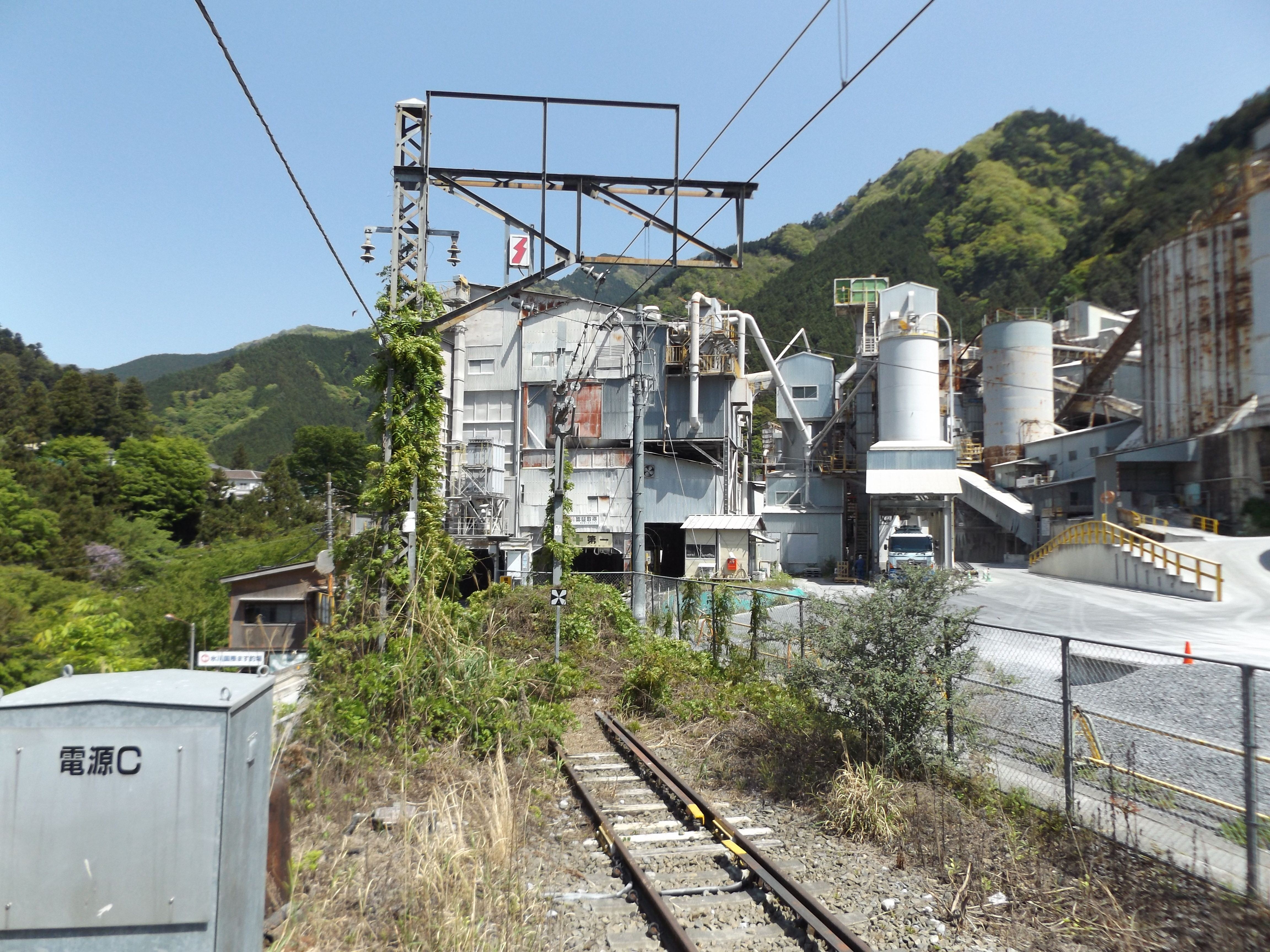
2番線の線路終端部（2015年5月）

## 利用状況
2023年度（令和5年度）の1日平均乗車人員は870人である。
1990年度（平成2年度）以降の1日平均乗車人員の推移は下記の通り。
| 年度               | 1日平均 乗車人員 | 出典     |
| ------------------ | ---------------- | -------- |
| 1990年（平成02年） | 1,622            | [ * 1 ]  |
| 1991年（平成03年） | 1,541            | [ * 2 ]  |
| 1992年（平成04年） | 1,611            | [ * 3 ]  |
| 1993年（平成05年） | 1,586            | [ * 4 ]  |
| 1994年（平成06年） | 1,510            | [ * 5 ]  |
| 1995年（平成07年） | 1,527            | [ * 6 ]  |
| 1996年（平成08年） | 1,460            | [ * 7 ]  |
| 1997年（平成09年） | 1,394            | [ * 8 ]  |
| 1998年（平成10年） | 1,499            | [ * 9 ]  |
| 1999年（平成11年） | 1,500            | [ * 10 ] |
| 2000年（平成12年） | 1,401            | [ * 11 ] |
| 2001年（平成13年） | 1,302            | [ * 12 ] |
| 2002年（平成14年） | 1,054            | [ * 13 ] |
| 2003年（平成15年） | 975              | [ * 14 ] |
| 2004年（平成16年） | 984              | [ * 15 ] |
| 2005年（平成17年） | 955              | [ * 16 ] |
| 2006年（平成18年） | 921              | [ * 17 ] |
| 2007年（平成19年） | 925              | [ * 18 ] |
| 2008年（平成20年） | 913              | [ * 19 ] |
| 2009年（平成21年） | 915              | [ * 20 ] |
| 2010年（平成22年） | 902              | [ * 21 ] |
| 2011年（平成23年） | 877              | [ * 22 ] |
| 2012年（平成24年） | 885              | [ * 23 ] |
| 2013年（平成25年） | 919              | [ * 24 ] |
| 2014年（平成26年） | 892              | [ * 25 ] |
| 2015年（平成27年） | 966              | [ * 26 ] |
| 2016年（平成28年） | 929              | [ * 27 ] |
| 2017年（平成29年） | 916              | [ * 28 ] |
| 2018年（平成30年） | 934              | [ * 29 ] |
| 2019年（令和元年） | 866              | [ * 30 ] |
| 2020年（令和02年） | 699              |          |
| 2021年（令和03年） | 780              |          |
| 2022年（令和04年） | 807              |          |
| 2023年（令和05年） | 870              |          |

貨物取扱廃止までの近年の年間発着トン数は下記の通り。
| 年度               | 総数       | 総数       | 車扱貨物   | 車扱貨物   | コンテナ貨物 | コンテナ貨物 | 出典   |
| 年度               | 発送トン数 | 到着トン数 | 発送トン数 | 到着トン数 | 発送トン数   | 到着トン数   | 出典   |
| ------------------ | ---------- | ---------- | ---------- | ---------- | ------------ | ------------ | ------ |
| 1990年（平成02年） | 1,485,323  | 74,984     | 1,485,323  | 74,984     |              |              | [ 16 ] |
| 1991年（平成03年） | 1,353,549  | 68,264     | 1,353,549  | 68,264     |              |              | [ 17 ] |
| 1992年（平成04年） | 1,233,297  | 55,900     | 1,233,297  | 55,900     |              |              | [ 18 ] |
| 1993年（平成05年） | 1,336,098  | 68,234     | 1,336,098  | 68,234     |              |              | [ 19 ] |
| 1994年（平成06年） | 1,398,053  | 72,714     | 1,398,053  | 72,714     |              |              | [ 20 ] |
| 1995年（平成07年） | 1,295,630  | 70,248     | 1,295,630  | 70,248     |              |              | [ 21 ] |
| 1996年（平成08年） | 1,311,242  | 107,726    | 1,311,242  | 107,726    |              |              | [ 22 ] |
| 1997年（平成09年） | 1,115,894  | 110,600    | 1,115,894  | 110,600    |              |              | [ 23 ] |
| 1998年（平成10年） | 366,810    | 40,278     | 366,810    | 40,278     |              |              | [ 24 ] |
| 1999年（平成11年） |            |            |            |            |              |              | [ 25 ] |

## 駅周辺
- 西東京バス氷川車庫
- 国道411号（青梅街道）
- 東京都道204号日原鍾乳洞線（日原街道）
- 多摩川
- 日原川
- 奥多摩町役場
- 青梅警察署奥多摩交番
- 奥多摩観光案内所
- 奥多摩ビジターセンター
- 東京消防庁奥多摩消防署
- 奥多摩町国民健康保険奥多摩病院
- 奥多摩郵便局
- 奥多摩町立氷川小学校
- 奥多摩町立奥多摩中学校
- 奥氷川神社
- もえぎの湯
- 日原鍾乳洞
- 奥多摩湖
- 氷川キャンプ場
- 氷川国際ます釣り場
- 青梅信用金庫奥多摩支店

### バス路線
駅前に西東京バス氷川車庫があり、車庫内のバス停（2番）と、駅を出て左手（3番）、右手（1番）にバス停がある。すべて停留所名は「奥多摩駅」である。系統ごとの運行本数は少ない。川井駅方面・日原鍾乳洞、奥多摩湖を経て山梨県北都留郡丹波山村・小菅村への路線バスが発着する。
- 1番：奥20・21系統：日原鍾乳洞方面（鍾乳洞行は平日のみ。休日は手前の東日原まで運行）
- 2番：奥09・10・11・12・14・15系統：奥多摩湖、峰谷、留浦、鴨沢西、丹波山村役場、小菅の湯方面
- 3番：奥30・31・32系統：神庭、川井駅、上日向、清東橋方面、もえぎの湯入口循環

### タクシー
駅前にタクシー乗り場がある。
長らく京王自動車が大型車2台を配備していたが、採算性悪化のため町に支援要請を行うも決裂。2012年3月31日に町内の氷川営業所を廃止し、同社は町内より撤退した。
その後、あきる野市の新興企業、リーガルキャブが昼間のみ駅前に1台(夏季は2台)を配車している。夜間は台数に余裕がないためタクシーがゼロになる。このため同社は関東陸運局に増車を申請したが、需要が見込めないとして却下されたため、国に処分取り消しを求める訴訟を起こしたが、一審東京地裁で棄却された。

## 隣の駅
東日本旅客鉄道（JR東日本）
 青梅線（東京アドベンチャーライン）
■特別快速「ホリデー快速おくたま」（臨時列車のみ）
御嶽駅 (JC 69) - 奥多摩駅 (JC 74)
■各駅停車
白丸駅 (JC 73) - 奥多摩駅 (JC 74)

### 記事本文

### 利用状況
1. ↑  東京都統計年鑑 - 東京都

JR東日本の2000年度以降の乗車人員
1. ↑  各駅の乗車人員（2000年度） - JR東日本
2. ↑  各駅の乗車人員（2001年度） - JR東日本
3. ↑  各駅の乗車人員（2002年度） - JR東日本
4. ↑  各駅の乗車人員（2003年度） - JR東日本
5. ↑  各駅の乗車人員（2004年度） - JR東日本
6. ↑  各駅の乗車人員（2005年度） - JR東日本
7. ↑  各駅の乗車人員（2006年度） - JR東日本
8. ↑  各駅の乗車人員（2007年度） - JR東日本
9. ↑  各駅の乗車人員（2008年度） - JR東日本
10. ↑  各駅の乗車人員（2009年度） - JR東日本
11. ↑  各駅の乗車人員（2010年度） - JR東日本
12. ↑  各駅の乗車人員（2011年度） - JR東日本
13. ↑  各駅の乗車人員（2012年度） - JR東日本
14. ↑  各駅の乗車人員（2013年度） - JR東日本
15. ↑  各駅の乗車人員（2014年度） - JR東日本
16. ↑  各駅の乗車人員（2015年度） - JR東日本
17. ↑  各駅の乗車人員（2016年度） - JR東日本
18. ↑  各駅の乗車人員（2017年度） - JR東日本
19. ↑  各駅の乗車人員（2018年度） - JR東日本
20. ↑  各駅の乗車人員（2019年度） - JR東日本
21. ↑  各駅の乗車人員（2020年度） - JR東日本
22. ↑  各駅の乗車人員（2021年度） - JR東日本
23. ↑  各駅の乗車人員（2022年度） - JR東日本
24. ↑  各駅の乗車人員（2023年度） - JR東日本

東京都統計年鑑
1. ↑  東京都統計年鑑（平成2年）
2. ↑  東京都統計年鑑（平成3年）
3. ↑  東京都統計年鑑（平成4年）
4. ↑  東京都統計年鑑（平成5年）
5. ↑  東京都統計年鑑（平成6年）
6. ↑  東京都統計年鑑（平成7年）
7. ↑  東京都統計年鑑（平成8年）
8. ↑  東京都統計年鑑（平成9年）
9. ↑  東京都統計年鑑（平成10年） (PDF)
10. ↑  東京都統計年鑑（平成11年） (PDF)
11. ↑  東京都統計年鑑（平成12年）
12. ↑  東京都統計年鑑（平成13年）
13. ↑  東京都統計年鑑（平成14年）
14. ↑  東京都統計年鑑（平成15年）
15. ↑  東京都統計年鑑（平成16年）
16. ↑  東京都統計年鑑（平成17年）
17. ↑  東京都統計年鑑（平成18年）
18. ↑  東京都統計年鑑（平成19年）
19. ↑  東京都統計年鑑（平成20年）
20. ↑  東京都統計年鑑（平成21年）
21. ↑  東京都統計年鑑（平成22年）
22. ↑  東京都統計年鑑（平成23年）
23. ↑  東京都統計年鑑（平成24年）
24. ↑  東京都統計年鑑（平成25年）
25. ↑  東京都統計年鑑（平成26年）
26. ↑  東京都統計年鑑（平成27年）
27. ↑  東京都統計年鑑（平成28年）
28. ↑  東京都統計年鑑（平成29年）
29. ↑  東京都統計年鑑（平成30年）
30. ↑  東京都統計年鑑（平成31年・令和元年）